# 双坪镇 (汉阴县)
双坪镇，是中华人民共和国陕西省安康市汉阴县一个已撤销的乡级行政区，2015年，陕西省民政厅批复同意撤销双坪镇，将其所辖行政区域划归汉阳镇。